# Поскрёбышева, Галина Ивановна
Гали́на Ива́новна Поскрёбышева (урожд. Сидорова; 4 ноября 1935 — 1 апреля 2008, Москва) — врач-диетолог, витаминолог, телеведущая, автор десятков книг о здоровом питании и искусстве кулинарии, член Московской ассоциации кулинаров в секции витаминологии и рационального питания, Российского фитотерапевтического общества, Союза журналистов России. За уникальные рецепты домашнего консервирования награждена серебряной медалью ВДНХ.

## Биография
Родилась Галина Сидорова 4 ноября 1935 года. Окончила Московский медицинский институт, после чего до выхода на пенсию работала в отделении скорой помощи 4-го Главного управления Минздрава СССР (правительственная «скорая»).
Вышла замуж за Пётра Константиновича Поскрёбышева в 1960 году. В 1962 г. у них родилась дочь Елизавета. У семьи был также сын Павел.
Вела на телевидении передачи «Наш сад», «Домашний очаг» (в прямом эфире двадцать лет), «Русский огород», также участвовала в программе «Русский дом».
Скончалась 1 апреля 2008 года в Москве в возрасте 72-х лет. 
Похоронена на Хованском кладбище.

## Семья
- Отец — военный лётчик[3].

- Сын ─ Сергей Колесниченко, умер от врождённого заболевания в возрасте семи месяцев[3].

- Дочь — врач и общественный деятель Елизавета Глинка (1962—2016).
- Сын — Павел[5] Петрович Поскрёбышев.

## Книги
Автор более 30 книг:
- «Блюда из мяса и рыбы»
- «Большая кулинарная энциклопедия»
- «Зелёный клад»
- «Книга о здоровой пище»
- «Консервы без сахара»
- «Новейшая кулинарная энциклопедия»
- «Новый ключ к сокровищам природы»
- «Православная кухня»
- «Праздничный стол»
- «Энциклопедия домашней кухни»
- «Целебные сласти»

и другие.

## Дополнительные источники
- Миронова Елена. Галина Ивановна Поскребышева. Почетные члены и кавалеры знака В.М.С.. Российская Диабетическая Газета и медцентр Российской Диабетической Ассоциации (13 июня 2012). Дата обращения: 27 августа 2023. Архивировано 3 декабря 2022 года.